# الحضائي (حبيش)

تعديل مصدري - تعديل

الحضائي محلة تابعة لقرية المعرمة، التابعة لعزلة جبل خضراء بمديرية حبيش إحدى مديريات محافظة إب في الجمهورية اليمنية، بلغ تعداد سكانها 83 حسب تعداد اليمن لعام 2004.